# فرانسیسکو ساندازا
فرانسیسکو ساندازا (انگلیسی: Francisco Sandaza؛ زادهٔ ۳۰ نوامبر ۱۹۸۴) بازیکن فوتبال اهل اسپانیا است.
از باشگاه‌هایی که در آن بازی کرده‌است می‌توان به باشگاه فوتبال لوگو، باشگاه فوتبال ژیرونا، باشگاه فوتبال رنجرز، باشگاه فوتبال سنت جانستون، باشگاه فوتبال داندی یونایتد، باشگاه فوتبال برایتون اند هوو آلبیون، و باشگاه فوتبال توکیو اشاره کرد.